# Holland labdarúgó-szuperkupa
A holland szuperkupa (jelenlegi nevén Johan Cruijff-kupa) a KNVB holland labdarúgó szövetség egyik kupája. Egy mérkőzésből áll, amit a nemzeti bajnokság (az Eredivsie) és a nemzeti kupa győztese vív egymás ellen. Ezt a mérkőzést nyaranta, az új szezon kezdete előtt egy-két héttel szokták megrendezni. Olyan esetben amikor mind a bajnokságot, mind a kupát ugyanaz a csapat nyeri meg akkor a Szuperkupában a bajnokság ezüstérmese a másik résztvevő.
Az első döntőt még 1949-ben rendezték meg de utána azonnal abba is hagyták ezen kupa megrendezését. Második alkalommal 1991-ben lett megrendezve. Ekkor a kupa fő támogatójának nevét viselte, így kapta meg a PTT Telecom-kupa nevet. Három évig viselte ezt a nevet, majd utána visszatértek a Szuperkupa névhez. Viszont ezt a nevet is nagyon rövid ideig - 2 évig - viselte mivel 1996-ban megváltoztatták. Ekkor a holland labdarúgás egyik legnagyobb alakjáról, Johan Cruijff-ről nevezték el a kupát és azóta is ezt a nevet használják.
Az 1949-ben megrendezett első kupadöntőt Nijmegenben rendezték meg. Utána négy alkalommal Rotterdamban is megtartották a döntőt, 1996 és 2016 között pedig mindig Amszterdamban rendezték meg. Viszont utána a holland szövetség változtatott a döntők helyszínén. A 2017-es döntővel kezdve ezek után mindig a bajnokcsapat stadionjában fogják lejátszani a szuperkupa döntőjét.
A szuperkupa története során eddig a PSV Eindhoven csapata a legsikeresebb, ők 14 alkalommal hódították el a tálat. Legtöbb alkalommal a PSV csapata küzdött a tálért, összesen 22 alkalommal.

## Eddigi döntők
| Év   | Dátum                                                       | Név                                                         | Helyszín                                                    | Bajnokcsapat                                                | Kupagyőztes                                                 | Végeredmény                                                 |
| ---- | ----------------------------------------------------------- | ----------------------------------------------------------- | ----------------------------------------------------------- | ----------------------------------------------------------- | ----------------------------------------------------------- | ----------------------------------------------------------- |
| 1949 | június 25.                                                  |                                                             | Nijmegen, Goffert stadion                                   | SVV                                                         | Quick 1888                                                  | 2 : 0 (0 : 0)                                               |
| 1991 | augusztus 14.                                               | PTT Telecom-kupa I                                          | Rotterdam, De Kuip                                          | PSV Eindhoven                                               | Feyenoord                                                   | 0 : 1 (0 : 1)                                               |
| 1992 | augusztus 12.                                               | PTT Telecom-kupa II                                         | Rotterdam, De Kuip                                          | PSV Eindhoven                                               | Feyenoord                                                   | 1 : 0 (1 : 0)                                               |
| 1993 | augusztus 8.                                                | PTT Telecom-kupa III                                        | Rotterdam, De Kuip                                          | Feyenoord                                                   | AFC Ajax                                                    | 0 : 4 (0 : 1)                                               |
| 1994 | augusztus 21.                                               | Szuperkupa I                                                | Amszterdam, Olimpiai Stadion                                | AFC Ajax                                                    | Feyenoord                                                   | 3 : 0 (3 : 0)                                               |
| 1995 | augusztus 16.                                               | Szuperkupa II                                               | Rotterdam, De Kuip                                          | AFC Ajax                                                    | Feyenoord                                                   | 2 : 1 (1 : 1) (h.u.)                                        |
| 1996 | augusztus 18.                                               | Johan Cruijff-kupa I                                        | Amszterdam, Amsterdam ArenA                                 | AFC Ajax                                                    | PSV Eindhoven                                               | 0 : 3 (0 : 0)                                               |
| 1997 | augusztus 17.                                               | Johan Cruijff-kupa II                                       | Amszterdam, Amsterdam ArenA                                 | PSV Eindhoven                                               | Roda Kerkrade                                               | 3 : 1 (1 : 0)                                               |
| 1998 | augusztus 16.                                               | Johan Cruijff-kupa III                                      | Amszterdam, Amsterdam ArenA                                 | AFC Ajax                                                    | PSV Eindhoven 2                                             | 0 : 2 (0 : 1)                                               |
| 1999 | augusztus 8.                                                | Johan Cruijff-kupa IV                                       | Amszterdam, Amsterdam ArenA                                 | Feyenoord                                                   | AFC Ajax                                                    | 3 : 2 (2 : 1)                                               |
| 2000 | augusztus 13.                                               | Johan Cruijff-kupa V                                        | Amszterdam, Amsterdam ArenA                                 | PSV Eindhoven                                               | Roda Kerkrade                                               | 2 : 0 (2 : 0)                                               |
| 2001 | augusztus 12.                                               | Johan Cruijff-kupa VI                                       | Amszterdam, Amsterdam ArenA                                 | PSV Eindhoven                                               | Twente Enschede                                             | 3 : 2 (2 : 1)                                               |
| 2002 | augusztus 11.                                               | Johan Cruijff-kupa VII                                      | Amszterdam, Amsterdam ArenA                                 | AFC Ajax                                                    | PSV Eindhoven 2                                             | 3 : 1 (1 : 1)                                               |
| 2003 | augusztus 10.                                               | Johan Cruijff-kupa VIII                                     | Amszterdam, Amsterdam ArenA                                 | PSV Eindhoven                                               | FC Utrecht                                                  | 3 : 1 (1 : 1)                                               |
| 2004 | augusztus 8.                                                | Johan Cruijff-kupa IX                                       | Amszterdam, Amsterdam ArenA                                 | AFC Ajax                                                    | FC Utrecht                                                  | 2 : 4 (0 : 0)                                               |
| 2005 | augusztus 5.                                                | Johan Cruijff-kupa X                                        | Amszterdam, Amsterdam ArenA                                 | PSV Eindhoven                                               | AFC Ajax 2                                                  | 1 : 2 (0 : 0)                                               |
| 2006 | augusztus 13.                                               | Johan Cruijff-kupa XI                                       | Amszterdam, Amsterdam ArenA                                 | PSV Eindhoven                                               | AFC Ajax                                                    | 1 : 3 (0 : 1)                                               |
| 2007 | augusztus 11.                                               | Johan Cruijff-kupa XII                                      | Amszterdam, Amsterdam ArenA                                 | PSV Eindhoven                                               | AFC Ajax                                                    | 0 : 1 (0 : 1)                                               |
| 2008 | augusztus 23.                                               | Johan Cruijff-kupa XIII                                     | Amszterdam, Amsterdam ArenA                                 | PSV Eindhoven                                               | Feyenoord                                                   | 2 : 0 (0 : 0)                                               |
| 2009 | július 25.                                                  | Johan Cruijff-kupa XIV                                      | Amszterdam, Amsterdam ArenA                                 | AZ Alkmaar                                                  | SC Heerenveen                                               | 5 : 1 (3 : 0)                                               |
| 2010 | július 31.                                                  | Johan Cruijff-kupa XV                                       | Amszterdam, Amsterdam ArenA                                 | Twente Enschede                                             | AFC Ajax                                                    | 1 : 0 (1 : 0)                                               |
| 2011 | július 30.                                                  | Johan Cruijff-kupa XVI                                      | Amszterdam, Amsterdam ArenA                                 | AFC Ajax                                                    | Twente Enschede                                             | 1 : 2 (0 : 1)                                               |
| 2012 | augusztus 5.                                                | Johan Cruijff-kupa XVII                                     | Amszterdam, Amsterdam ArenA                                 | AFC Ajax                                                    | PSV Eindhoven                                               | 2 : 4 (1 : 2)                                               |
| 2013 | július 27.                                                  | Johan Cruijff-kupa XVIII                                    | Amszterdam, Amsterdam ArenA                                 | AFC Ajax                                                    | AZ Alkmaar                                                  | 3 : 2 (0 : 0) (h.u.)                                        |
| 2014 | augusztus 3.                                                | Johan Cruijff-kupa XIX                                      | Amszterdam, Amsterdam ArenA                                 | AFC Ajax                                                    | PEC Zwolle                                                  | 0 : 1 (0 : 0)                                               |
| 2015 | augusztus 2.                                                | Johan Cruijff-kupa XX                                       | Amszterdam, Amsterdam ArenA                                 | PSV Eindhoven                                               | FC Groningen                                                | 3 : 0 (1 : 0)                                               |
| 2016 | július 31.                                                  | Johan Cruijff-kupa XXI                                      | Amszterdam, Amsterdam ArenA                                 | PSV Eindhoven                                               | Feyenoord                                                   | 1 : 0 (1 : 0)                                               |
| 2017 | augusztus 5.                                                | Johan Cruijff-kupa XXII                                     | Rotterdam, De Kuip                                          | Feyenoord                                                   | Vitesse Arnhem                                              | 1 : 1 (1 : 0) (büntetőkkel: 4:2)                            |
| 2018 | augusztus 4.                                                | Johan Cruijff-kupa XXIII                                    | Eindhoven, Philips Stadion                                  | PSV Eindhoven                                               | Feyenoord                                                   | 0 : 0 (0 : 0) (büntetőkkel: 5:6)                            |
| 2019 | július 27.                                                  | Johan Cruijff-kupa XXIV                                     | Amszterdam, Johan Cruijff Arena                             | AFC Ajax                                                    | PSV Eindhoven 2                                             | 2 : 0 (1 : 0)                                               |
| 2020 | A koronavírus-járvány miatt nem rendezték meg a Szuperkupát | A koronavírus-járvány miatt nem rendezték meg a Szuperkupát | A koronavírus-járvány miatt nem rendezték meg a Szuperkupát | A koronavírus-járvány miatt nem rendezték meg a Szuperkupát | A koronavírus-járvány miatt nem rendezték meg a Szuperkupát | A koronavírus-járvány miatt nem rendezték meg a Szuperkupát |
| 2021 | augusztus 7.                                                | Johan Cruijff-kupa XXV                                      | Amszterdam, Johan Cruijff Arena                             | AFC Ajax                                                    | PSV Eindhoven 2                                             | 0 : 4 (0 : 2)                                               |
| 2022 | július 30.                                                  | Johan Cruijff-kupa XXVI                                     | Amszterdam, Johan Cruijff Arena                             | AFC Ajax                                                    | PSV Eindhoven                                               | 3 : 5 (1 : 2)                                               |
| 2023 | augusztus 4.                                                | Johan Cruijff-kupa XXVII                                    | Amszterdam, Johan Cruijff Arena                             | Feyenoord                                                   | PSV Eindhoven                                               | 0 : 1                                                       |
| 2024 | augusztus 4.                                                | Johan Cruijff-kupa XXVIII                                   | Eindhoven, Philips Stadion                                  | PSV Eindhoven                                               | Feyenoord                                                   | 4 : 4 (2 : 4)                                               |

2 Ezen csapatok a bajnokság ezüstérmeseként vannak a szuperkupában mivel az ehhez tartozó szezonban a Holland-kupát is a bajnokcsapat nyerte meg.

## Dicsőséglista
| No. | Klubcsapat      | Részvétel | Győzelmek | Vereségek | Győztes évek                                                                       | Vesztes évek                                               |
| --- | --------------- | --------- | --------- | --------- | ---------------------------------------------------------------------------------- | ---------------------------------------------------------- |
| 01. | PSV Eindhoven   | 22        | 14        | 8         | 1992, 1996, 1997, 1998, 2000, 2001, 2003, 2008, 2012, 2015, 2016, 2021, 2022, 2023 | 1991, 2002, 2005, 2006, 2007, 2018, 2019, 2024             |
| 02. | AFC Ajax        | 19        | 9         | 10        | 1993, 1994, 1995, 2002, 2005, 2006, 2007, 2013, 2019                               | 1996, 1998, 1999, 2004, 2010, 2011, 2012, 2014, 2021, 2022 |
| 03. | Feyenoord       | 12        | 5         | 7         | 1991, 1999, 2017, 2018, 2024                                                       | 1992, 1993, 1994, 1995, 2008, 2016, 2023                   |
| 04. | Twente Enschede | 3         | 2         | 1         | 2010, 2011                                                                         | 2001                                                       |
| 05. | FC Utrecht      | 2         | 1         | 1         | 2004                                                                               | 2003                                                       |
| 06. | AZ Alkmaar      | 2         | 1         | 1         | 2009                                                                               | 2013                                                       |
| 07. | PEC Zwolle      | 1         | 1         | 0         | 2014                                                                               | –                                                          |
| 08. | SVV             | 1         | 1         | 0         | 1949                                                                               | –                                                          |
| 09. | Roda Kerkrade   | 2         | 0         | 2         | –                                                                                  | 1997, 2000                                                 |
| 10. | Quick Nijmegen  | 1         | 0         | 1         | –                                                                                  | 1949                                                       |
| 11. | SC Heerenveen   | 1         | 0         | 1         | –                                                                                  | 2009                                                       |
| 12. | FC Groningen    | 1         | 0         | 1         | –                                                                                  | 2015                                                       |
| 13. | Vitesse Arnheim | 1         | 0         | 1         | –                                                                                  | 2017                                                       |

## Leggyakoribb összecsapások
| No. | Összecsapások               | Döntők száma | Jelenlegi állás    | Utolsó közös döntő |
| --- | --------------------------- | ------------ | ------------------ | ------------------ |
| 01. | AFC Ajax vs. PSV Eindhoven  | 10           | 5ː5                | 2022               |
| 02. | PSV Eindhoven vs. Feyenoord | 5            | 3ː2 a PSV javára   | 2018               |
| 03. | AFC Ajax vs. Feyenoord      | 4            | 3ː1 az Ajax javára | 1999               |

## Statisztika
utolsó változtatás: 2022-es döntő után

### Legtöbb gólt szerző játékosok
| No. | JÁTÉKOS NEVE         | ORSZÁG  | CSAPAT                    | DÖNTŐK SZÁMA * | GÓLOK SZÁMA |
| --- | -------------------- | ------- | ------------------------- | -------------- | ----------- |
| 01. | Guus Til             | holland | PSV Eindhoven             | 1              | 3           |
| 02. | Jari Litmanen        | finn    | AFC Ajax                  | 2              | 3           |
| -   | Philip Cocu          | holland | PSV Eindhoven             | 2              | 3           |
| -   | Jeremain Lens        | holland | AZ Alkmaar                | 2              | 3           |
| -   | Luuk de Jong         | holland | FC Twente / PSV Eindhoven | 2              | 3           |
| 06. | Mateja Kežman        | szerb   | PSV Eindhoven             | 3              | 3           |
| 07. | Noni Madueke         | angol   | PSV Eindhoven             | 1              | 2           |
| -   | Ola Toivonen         | svéd    | PSV Eindhoven             | 1              | 2           |
| -   | Marc Degryse         | belga   | PSV Eindhoven             | 1              | 2           |
| -   | Rafael van der Vaart | holland | AFC Ajax                  | 1              | 2           |
| -   | Hans Somers          | belga   | FC Utrecht                | 1              | 2           |
| 12. | Arnold Bruggink      | holland | PSV Eindhoven             | 2              | 2           |
| -   | Patrick Kluivert     | holland | AFC Ajax                  | 2              | 2           |
| -   | Toby Alderweireld    | belga   | AFC Ajax                  | 2              | 2           |
| -   | Wesley Sneijder      | holland | AFC Ajax                  | 2              | 2           |

* A "Döntők száma" oszlop azt mutatja, hogy a játékos mennyi döntőben érte el góljai számát

### Öngólok
| No. | JÁTÉKOS NEVE       | ORSZÁG  | CSAPAT        | DÖNTŐK SZÁMA* | ÖNGÓLOK SZÁMA |
| --- | ------------------ | ------- | ------------- | ------------- | ------------- |
| 01. | Marcelo            | brazil  | PSV Eindhoven | 1             | 1             |
| 02. | Jeffrey Gouweleeuw | holland | AZ Alkmaar    | 1             | 1             |

* A "Döntők száma" oszlop azt mutatja, hogy a játékos mennyi döntőben érte el góljai számát

### Teljes góllövőlista
Íme a Holland Szuperkupa történetének eddigi összes góllövője.
A játékosnál azon csapatok vannak feltüntetve amelyekben gólt szerzett, döntők száma oszlopban pedig azon döntők találhatóak amelyeken a játékos gólt szerzett